# Giovanni Alice
Giovanni Alice (Salussola, 13 marzo 1879 – Torino, 15 luglio 1937) è stato un pubblicista, giornalista e politico italiano.

## Biografia
Nato a Salussola, il 13 marzo 1879, fu eletto nel 1919 deputato per la XXV legislatura del Regno d'Italia e fu riconfermato anche per la XXVI e XXVII legislatura.
Morì a Torino il 15 luglio 1937.